# Portland Timbers
O Portland Timbers  é um clube americano de futebol sediado em Portland, no estado do Oregon. Desde 2011 participa da Major League Soccer (MLS), a principal liga de futebol dos EUA, vencendo a MLS Cup em 2015. O clube é um clube fênix do Portland Timbers original, que disputou North American Soccer League entre 1972 e 1982.

## História

### Portland Timbers (1975–82)
A primeira equipe com o nome Portland Timbers, evocando a tradição madeireira do estado de Oregon, foi parte da North American Soccer League entre 1975 e 1982, sendo finalista do primeiro Soccer Bowl em sua temporada inaugural, perdendo a decisão do campeonato para o Tampa Bay Rowdies. Perdeu nos playoffs nos anos de 1976 e 1977. Em 1978 chegou a final da conferência para o New York Cosmos. Nos anos seguintes voltou a perder nos jogos decisivos para o Chicago Sting e para o San Diego Sockers.
Em 1982 o clube disputou sua última temporada na NASL

### FC Portland e Portland Timbers (1985–86)
A equipe foi revivida em 1985 com o nome FC Portland, atuando em diversas ligas de pouca notabilidade, e voltou ao nome Timbers entre 1989 e 1990, nesse período revelando o goleiro Kasey Keller, que atuou em quatro Copas do Mundo. O time jogou na Western Soccer Alliance (WSA)
Em 1986 o time teve sua melhor campanha, ficando em segundo lugar, perdendo o título para o Hollywood Kickers

### Portland Timbers (2001–Atual)

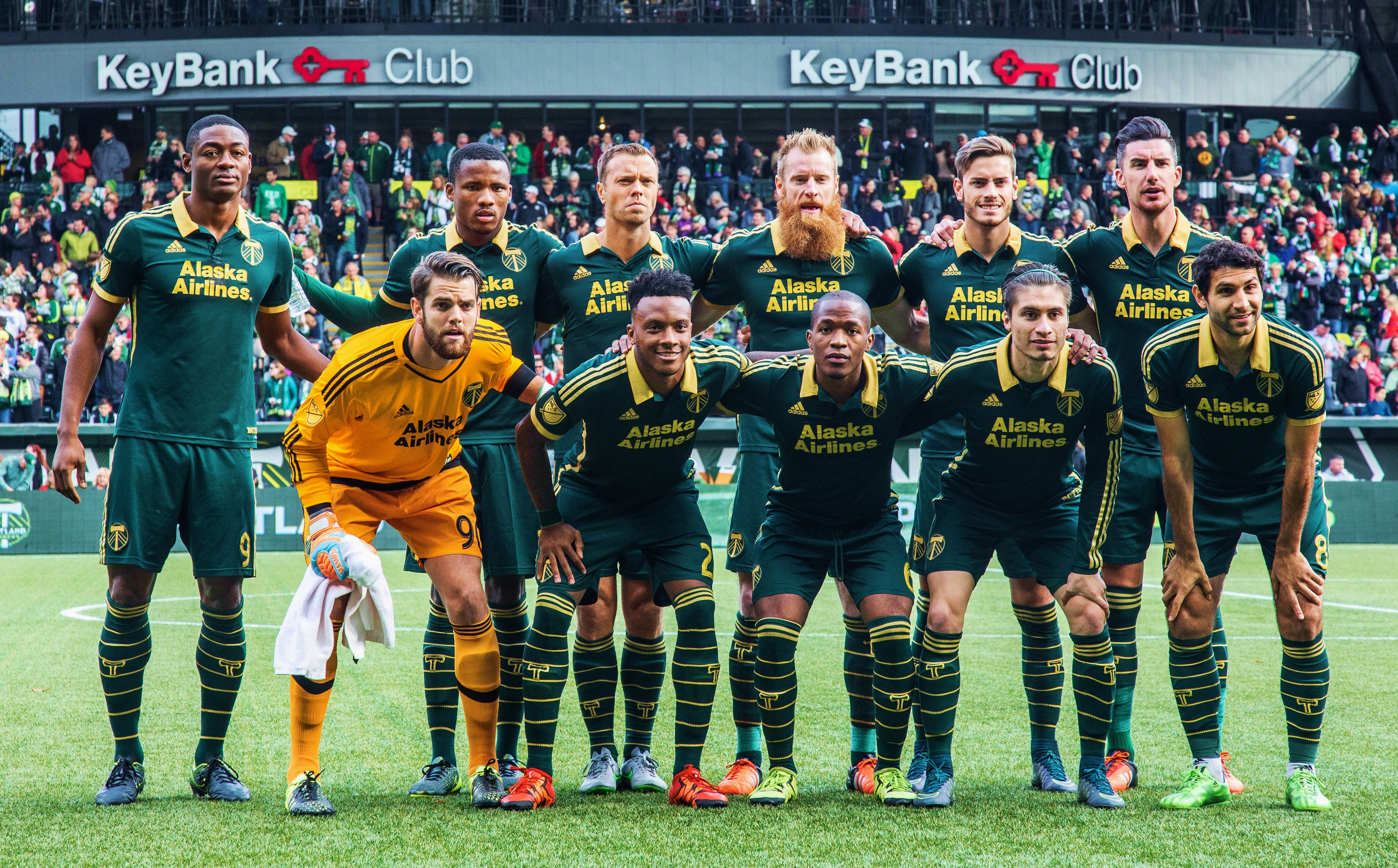
Portland Timbers em 2015

Entre 2001 e 2010, um novo Portland Timbers jogou na USL, terceira maior liga na Pirâmide do Futebol dos EUA, até seus proprietários ganharem uma vaga na MLS, maior torneio do país.
Assim que se juntou à liga, os Timbers ficou em 12º na MLS e 4º lugar na MLS Reserve Division de 2011. Após isso, obteve o terceiro lugar na MLS Supporters' Shield de 2013, e o título da MLS Cup em 2015.

### Título da Major League Soccer
O ano de 2015 marcou o aniversário de 5 anos do Portland Timbers na Major League Soccer e de 40 anos da franquia original do Portland Timbers. Porém o ano não começou de forma positiva, sendo eliminado pelo Real Salt Lake na quinta fase da US Open Cup. O clube acabou se classificando para os playoffs em terceiro da Conferência Oeste.
Nos playoffs, o clube eliminou o Sporting Kansas City, o Vancouver Whitecaps FC e o FC Dallas até chegar a MLS Cup de 2015. Na decisão, o Portland derrotou o Columbus Crew e se tornou a primeira equipe da Cascádia a conquistar o torneio.

## Estádio

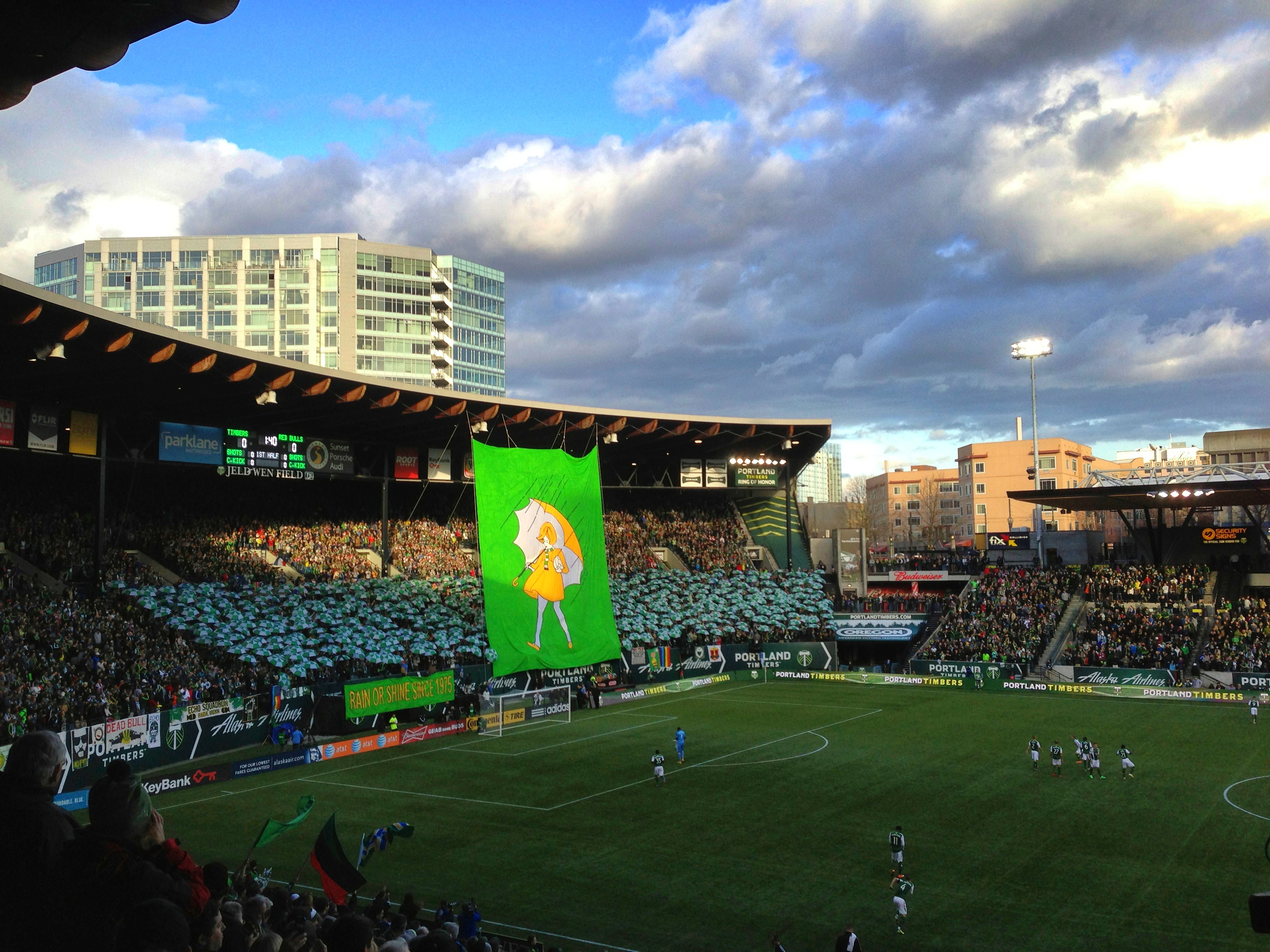
Providence Park

Em 2009, com o anúncio de uma equipe de Portland na MLS, o clube adquiriu o estádio do Portland Beavers, clube de baseball que tinha se transferido para Tucson, Arizona.

## Cultura do Clube

### Torcedores

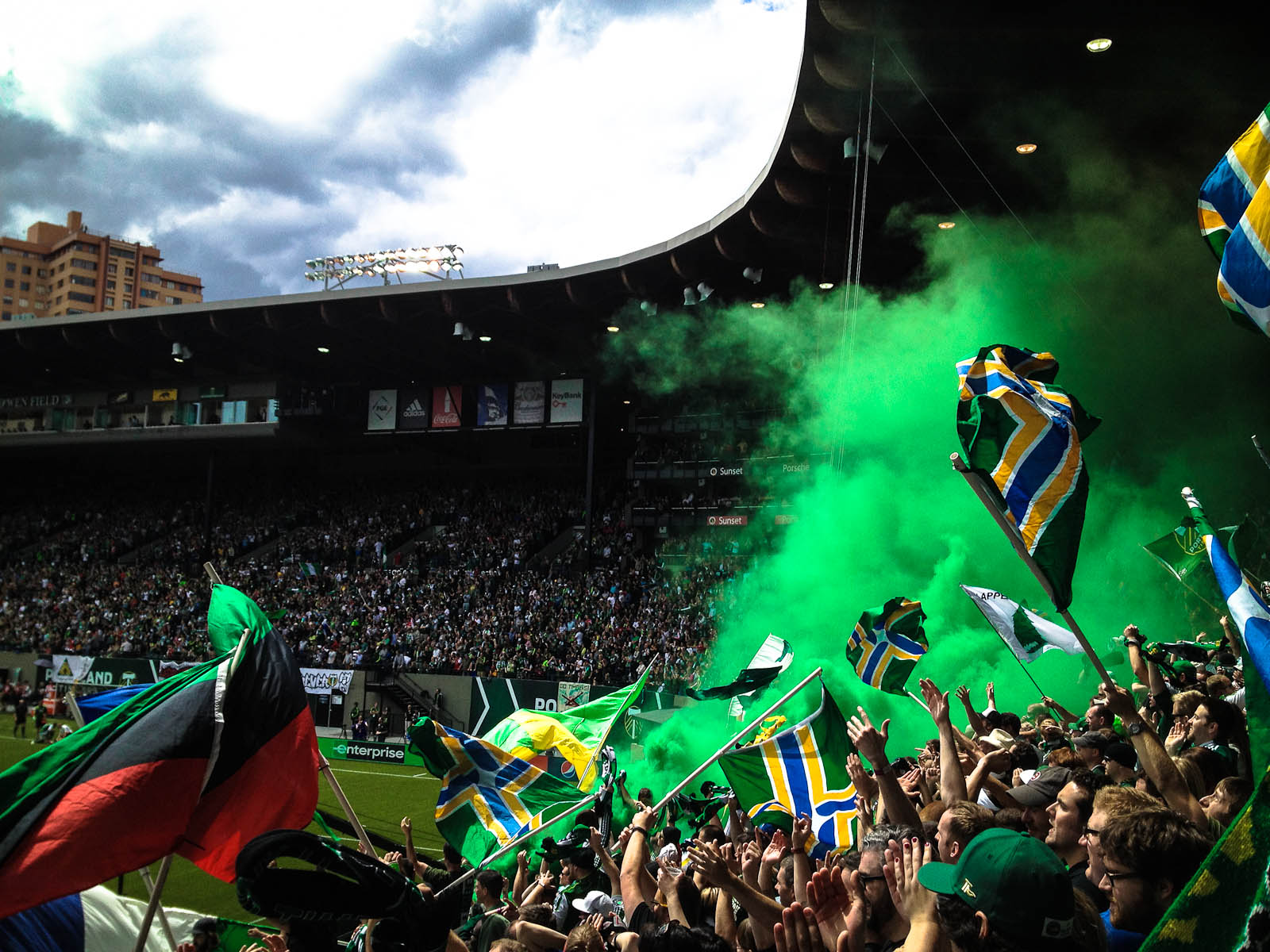
Timbers Army

Até outubro de 2014, o clube havia vendido todos os ingressos disponíveis em todos os jogos desde o seu ressurgimento. O clube possui sua própria Torcida Organizada, que é chamada Timbers Army. Eles foram fundados em 2001 como Cascade Rangers.

### Mascote
Durante a época em que a equipe disputava a NASL e a USL, a equipe tinha um mascote chamado Timber Jim, que era um lenhador.

### Patrocinio
Desde 2010, o clube é patrocinado pela empresa aérea Alaska Airlines. Torcedores recebem descontos na compra de passagens para acompanhar jogos da equipe em outras cidades.

### Rivalidades
O maior rival do Portland Timbers é historicamente o Seattle Sounders. Essa rivalidade, que vem desde a década de 70, quando as duas equipes disputavam a North American Soccer League, é o clássico da Major League Soccer com mais história.
O segundo maior rival da equipe é o Vancouver Whitecaps FC, e assim como Seattle Sounders, a rivalidade é anterior a MLS, pois disputou a USSF Division 2 Professional League junto com o Portland. As três equipes disputam a Cascadia Cup, um clássico em formato de copa. O nome é uma referência a Cascádia.

### Equipes derivadas
O Portland Timbers possui uma equipe reserva que disputa a USL Championship, que é o Portland Timbers 2. O Portland Thorns FC é uma equipe futebol feminino de propriedade do Timbers que disputa a National Women's Soccer League.

## Títulos
| NACIONAIS      | NACIONAIS              | NACIONAIS | NACIONAIS        |
|                | Competição             | Venceu    | Temporadas       |
| -------------- | ---------------------- | --------- | ---------------- |
|                | MLS Cup                | 1         | 2015             |
| Estados Unidos | MLS is Back Tournament | 1         | 2020             |
| REGIONAIS      |                        |           |                  |
|                | Competição             | Venceu    | Temporadas       |
| Estados Unidos | Conferência Oeste      | 3         | 2015, 2018, 2021 |

### Outros títulos
- Cascadia Cup (4): 2009, 2010, 2012, 2017
- MLS Fair Play Award (1): 2011

### Outras campanhas de destaque
- MLS Supporters' Shield: 3º lugar - 2013
- MLS Reserve Division: 4º lugar - 2011
- MLS Cup: Vice Campeão - 2018

## Elenco atual
Atualizado em 30 de janeiro de 2025.
Legenda
- : Capitão
- : Jogador suspenso
- : Jogador lesionado

## Jogadores históricos
- Kenny Cooper

## Símbolos

### Escudo
| Evolução do Escudo do Portland Timbers | Evolução do Escudo do Portland Timbers | Evolução do Escudo do Portland Timbers | Evolução do Escudo do Portland Timbers | Evolução do Escudo do Portland Timbers | Evolução do Escudo do Portland Timbers | Evolução do Escudo do Portland Timbers | Evolução do Escudo do Portland Timbers |
| 2001 – 2004                            | 2004 – 2011                            | 2011 – 2017                            | 2017 – presente                        |                                        |                                        |                                        |                                        |
| -------------------------------------- | -------------------------------------- | -------------------------------------- | -------------------------------------- | -------------------------------------- | -------------------------------------- | -------------------------------------- | -------------------------------------- |

### 1º Uniforme
| 2011–2012 | 2013–2014 | 2015–2016 | 2017–2018 | 2019–2020 | 2021–2022 |

### 2º Uniforme
| 2011–2012 | 2013 | 2014–2015 | 2016–2017 | 2018–2019 | 2020–2021 | 2022–2023 |

### 3º Uniforme
| 2011–2012 | 2014–2015 | 2017–2018 | 2017–2018 |

## Estatísticas

### Participações
|  | Participações em 2020 |

| Competição     | Competição                    | Temporadas | Melhor campanha                    | Estreia | Última  | P | R |
| Estados Unidos | Major League Soccer           | 10         | Campeão (2015)                     | 2015    | 2020    |   |   |
| Estados Unidos | Lamar Hunt U.S. Open Cup      | 16         | Semi-Final (2013 e 2019)           | 2014    | 2020    |   |   |
|                | Liga dos Campeões da CONCACAF | 2          | Fase de grupos (2014–15 e 2016–17) | 2014–15 | 2016–17 |   |   |

### Recordes
Última atualização: 20 de junho de 2019.'